# Didi (labdarúgó, 1928)
Didi vagy teljes nevén Valdir Pereira (Campos dos Goytacazes, 1928. október 8. – Rio de Janeiro, 2001. május 12.) kétszeres világbajnok brazil válogatott labdarúgó, labdarúgóedző.
A brazil válogatott tagjaként részt vett az 1954-es, az 1958-as és az 1962-es világbajnokságon illetve az 1953-as, az 1957-es és az 1959-es Dél-amerikai bajnokságon.

## Sikerei, díjai

### Játékosként
Brazília
- Világbajnok (2): 1958, 1962
- Dél-amerikai ezüstérmes (2): 1957, 1959

Botafogo
- Carioca győztes (3): 1957, 1961, 1962
- Torneo Rio-San Paolo (1): 1962

Real Madrid
- BEK-győztes (1): 1959–60

### Edzőként
Sporting Cristal
- Perui bajnok (1): 1968

Fenerbahçe
- Török bajnok (2): 1973–74, 1974–75

## Külső hivatkozások
- Didi (labdarúgó, 1928) – a FIFA adatbázisában
- Didi a National-football-teams.com oldalon